# Formiga-de-novato
O termo formiga-de-novato é a designação comum a algumas formigas arruivadas do gênero Pseudomyrmex, da Amazônia e Mato Grosso, que vivem sobre certas árvores, especialmente o taxizeiro-preto, em  associação mirmecofílica. Tais formigas são consideradas agressivas, e desprendem forte odor quando esmagadas, deixam-se cair sobre qualquer pessoa que encoste desavisadamente em tais árvores. Também são conhecidas pelos nomes de novato, taci, taixi e taxi. São formigas da família dos formícidos, são encontradas nos bosques das Américas e se caracterizam pela suas associações mutualistas com determinadas espécies de árvores, que utilizam para se alimentar e aninhar e que a sua vez protegem atacando com mordeduras urticantes e cheiros fortes a qualquer animal que se acerque e devorando qualquer planta ao redor.
Encontra-se no Neártico, Neotrópico e Oceania.

## Classificação
Inclui umas duzentas espécies, que se distribuem entre vários grupos de espécies (Ward, 1989, 1993, 1999). Ademá existem 13 espécies fósseis.

## Sinonimia
Lepalaea Erichson
Ornatinoda Enzmann
Apedunculata  Enzmann
Clavanoda  Enzmann
Triangulinoda Enzmann
Latinoda  Enzmann
Pseudomyrma Guirin-Mineville
Leptalea Erichson
Leptalaea Erichson
Myrmex Guirin-Mineville

## Espécies
- Pseudomyrmex acanthobius  (Emery, 1896)
- Pseudomyrmex adustus (Borgmeier, 1929)
- Pseudomyrmex alternans  (Santschi, 1936)
- Pseudomyrmex alustratus  Ward, 1989
- Pseudomyrmex alvarengai  Kempf, 1961
- Pseudomyrmex antiguanus  (Enzmann, 1944)
- Pseudomyrmex antiquus  Ward, 1992
- Pseudomyrmex apache  Creighton, 1953
- Pseudomyrmex atripes  (Smith, 1860)
- Pseudomyrmex avitus  Ward, 1992
- Pseudomyrmex baros  Ward, 1992
- Pseudomyrmex beccarii  (Menozzi, 1935)
- Pseudomyrmex boopis  (Roger, 1863)
- Pseudomyrmex browni  Kempf, 1967
- Pseudomyrmex brunneus  (Smith, 1877)
- Pseudomyrmex caeciliae  (Forel, 1913)
- Pseudomyrmex championi  (Forel, 1899)
- Pseudomyrmex cladoicus  (Smith, 1858)
- Pseudomyrmex colei  (Enzmann, 1944)
- Pseudomyrmex concolor  (Smith, 1860)
- Pseudomyrmex coronatus  (Wheeler, 1942)
- Pseudomyrmex coruscus  Ward, 1992
- Pseudomyrmex cretus  Ward, 1989
- Pseudomyrmex cubaensis  (Forel, 1901)
- Pseudomyrmex curacaensis  (Forel, 1912)
- Pseudomyrmex dendroicus  (Forel, 1904)
- Pseudomyrmex denticollis  (Emery, 1890)
- Pseudomyrmex depressus  (Forel, 1906)
- Pseudomyrmex distinctus  (Smith, 1877)
- Pseudomyrmex duckei  (Forel, 1906)
- Pseudomyrmex eduardi  (Forel, 1912)
- Pseudomyrmex ejectus  (Smith, 1858)
- Pseudomyrmex elongatulus  (Dalla Torre, 1892)
- Pseudomyrmex elongatus  (Mayr, 1870)
- Pseudomyrmex endophytus  (Forel, 1912)
- Pseudomyrmex ethicus  (Forel, 1911)
- Pseudomyrmex euryblemma  (Forel, 1899)
- Pseudomyrmex excisus  (Mayr, 1870)
- Pseudomyrmex extinctus  (Carpenter, 1930)
- Pseudomyrmex faber  (Smith, 1858)
- Pseudomyrmex ferrugineus  (Smith, 1877)
- Pseudomyrmex fervidus  (Smith, 1877)
- Pseudomyrmex fiebrigi  (Forel, 1908)
- Pseudomyrmex filiformis  (Fabricius, 1804)
- Pseudomyrmex flavicornis  (Smith, 1877)
- Pseudomyrmex flavidulus  (Smith, 1858)
- Pseudomyrmex gebellii  (Forel, 1899)
- Pseudomyrmex gibbinotus  (Forel, 1908)
- Pseudomyrmex godmani  (Forel, 1899)
- Pseudomyrmex goeldii  (Forel, 1912)
- Pseudomyrmex gracilis  (Fabricius, 1804)
- Pseudomyrmex haytianus  (Forel, 1901)
- Pseudomyrmex hesperius  Ward, 1993
- Pseudomyrmex holmgreni  (Wheeler, 1925)
- Pseudomyrmex incurrens  (Forel, 1912)
- Pseudomyrmex ita  (Forel, 1906)
- Pseudomyrmex janzeni  Ward, 1993
- Pseudomyrmex kuenckeli  (Emery, 1890)
- Pseudomyrmex laevifrons  Ward, 1989
- Pseudomyrmex laevigatus  (Smith, 1877)
- Pseudomyrmex laevivertex  (Forel, 1906)
- Pseudomyrmex leptosus  Ward, 1985
- Pseudomyrmex lynceus  (Spinola, 1851)
- Pseudomyrmex macrops  Ward, 1992
- Pseudomyrmex maculatus  (Smith, 1855)
- Pseudomyrmex major  (Forel, 1899)
- Pseudomyrmex malignus  (Wheeler, 1921)
- Pseudomyrmex mandibularis  (Spinola, 1851)
- Pseudomyrmex mixtecus  Ward, 1993
- Pseudomyrmex monochrous  (Dalla Torre, 1892)
- Pseudomyrmex nexilis  Ward, 1992
- Pseudomyrmex niger  (Donisthorpe, 1940)
- Pseudomyrmex nigrescens  (Forel, 1904)
- Pseudomyrmex nigrocinctus  (Emery, 1890)
- Pseudomyrmex nigropilosus  (Emery, 1890)
- Pseudomyrmex oculatus  (Smith, 1855)
- Pseudomyrmex oki  (Forel, 1906)
- Pseudomyrmex opaciceps  Ward, 1993
- Pseudomyrmex opacior  (Forel, 1904)
- Pseudomyrmex oryctus  Ward, 1992
- Pseudomyrmex osurus  (Forel, 1911)
- Pseudomyrmex pallens  (Mayr, 1870)
- Pseudomyrmex pallidus  (Smith, 1855)
- Pseudomyrmex particeps  Ward, 1993
- Pseudomyrmex pazosi  (Santschi, 1909)
- Pseudomyrmex peperi  (Forel, 1913)
- Pseudomyrmex perboscii  (Guérin-Méneville, 1844)
- Pseudomyrmex peruvianus  (Wheeler, 1925)
- Pseudomyrmex phyllophilus  (Smith, 1858)
- Pseudomyrmex pictus  (Stitz, 1913)
- Pseudomyrmex pisinnus  Ward, 1989
- Pseudomyrmex prioris  Ward, 1992
- Pseudomyrmex pupa  (Forel, 1911)
- Pseudomyrmex reconditus  Ward, 1993
- Pseudomyrmex rochai  (Forel, 1912)
- Pseudomyrmex rufiventris  (Forel, 1911)
- Pseudomyrmex rufomedius  (Smith, 1877)
- Pseudomyrmex salvini  (Forel, 1899)
- Pseudomyrmex santschii  (Enzmann, 1944)
- Pseudomyrmex satanicus  (Wheeler, 1942)
- Pseudomyrmex schuppi  (Forel, 1901)
- Pseudomyrmex seminole  Ward, 1985
- Pseudomyrmex sericeus (Mayr, 1870)
- Pseudomyrmex simplex  (Smith, 1877)
- Pseudomyrmex simulans  Kempf, 1958
- Pseudomyrmex solisi  (Santschi, 1916)
- Pseudomyrmex spiculus Ward, 1989
- Pseudomyrmex spinicola  (Emery, 1890)
- Pseudomyrmex squamifer  (Emery, 1890)
- Pseudomyrmex subater  (Wheeler, 1914)
- Pseudomyrmex subtilissimus  (Emery, 1890)
- Pseudomyrmex succinus  Ward, 1992
- Pseudomyrmex tachigaliae  (Forel, 1904)
- Pseudomyrmex tenuis  (Fabricius, 1804)
- Pseudomyrmex tenuissimus  (Emery, 1906)
- Pseudomyrmex terminalis  (Smith, 1877)
- Pseudomyrmex termitarius  (Smith, 1855)
- Pseudomyrmex thecolor  Ward, 1992
- Pseudomyrmex triplaridis  (Forel, 1904)
- Pseudomyrmex triplarinus  (Weddell, 1850)
- Pseudomyrmex unicolor  (Smith, 1855)
- Pseudomyrmex urbanus  (Smith, 1877)
- Pseudomyrmex veneficus  (Wheeler, 1942)
- Pseudomyrmex venustus  (Smith, 1858)
- Pseudomyrmex vicinus  Ward, 1992
- Pseudomyrmex viduus  (Smith, 1858)
- Pseudomyrmex villosus  Ward, 1989
- Pseudomyrmex voytowskii  (Enzmann, 1944)
- Pseudomyrmex weberi  (Enzmann, 1944)
- Pseudomyrmex wheeleri  (Enzmann, 1944)